# Humfred (Apulien)
Humfred von Hauteville († 1057) war Graf von Apulien von August 1051 bis 1057. Humfred war der dritte Sohn von Tankred von Hauteville und Muriella (Tochter von Herzog Richard von Normandie) sowie Bruder von Wilhelm Eisenarm und Drogo.

## Leben
1043 kämpfte er an der Seite seiner Brüder Wilhelm und Drogo um die Eroberung Süditaliens. Nach dem Tode Wilhelms 1046 unterstützte er die Kandidatur Drogos als Graf von Apulien. Mit Rainulf von Aversa und Argyros kämpfte er gegen Georg Maniakes, ohne formell in die Dienste Konstantins IX. Monomachos zu treten. Nach der Ermordung Drogos wählten ihn die Normannen zum comes. Gegen die Normannen kam es zu einer Allianz zwischen westlichem und östlichem Kaiser und dem Papst, das Heer unter Führung Leos IX. wurde von Humfred 1053 bei Civitate entscheidend geschlagen. Zu einer päpstlichen Belehnung kam es trotz eines Angebots der Normannen nicht zu Humfreds Lebzeiten.
- Kinder:
  - Abagelardus (* nach 1040; † 1081, Griechenland)

Humfred wurde in der Abtei Santissima Trinità di Venosa, dem Hauskloster der Familie Hauteville in Venosa beigesetzt, sein Grab ist nicht mehr erhalten. Nachfolger wurde Robert Guiskard.